# Tallaksenvarden
Der Tallaksenvarden (norwegisch) ist ein 895 m hoher Nunatak im ostantarktischen Königin-Maud-Land. Er ragt im nordwestlichen Teil der Lingetoppane im Fimbulheimen auf.
Wissenschaftler des Norwegischen Polarinstituts benannten ihn 1969. Namensgeber ist Johan Edvard Tallaksen (1918–1944), ein Widerstandskämpfer in der Norwegian Independent Company No. 1 gegen die deutsche Besatzung Norwegens im Zweiten Weltkrieg, der am 29. November 1944 in Gestapo-Haft in der Festung Akershus durch Suizid ums Leben gekommen war.